# Andrea Donda
Andrea Donda (Trieste, 11 agosto 1999) è un cestista italiano.